# Örjan Martinsson

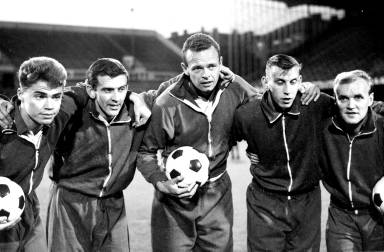
Martinsson (2.v.l.) 1964 mit den Nationalmannschaftskollegen Magnusson, Lindskog, Larsson und Skoglund

Örjan Martinsson (* 1. November 1936 in Vadstena; † 31. Januar 1997) war ein schwedischer Fußballspieler und -trainer.

## Werdegang
Martinsson begann seine Laufbahn bei Vadstena GIF, ehe er 1958 zu IFK Norrköping wechselte. Mit dem Verein wurde er dreimal schwedischer Meister und erzielte in 175 Spielen in der Allsvenskan 53 Tore.
Martinsson bestritt zwischen 1960 und 1966 20 Länderspiele für Schweden, in denen er fünf Tore erzielte. Zudem stand er zwischen 1959 und 1961 viermal für die B-Nationalmannschaft auf dem Platz und konnte ein Tor erzielen.
Nach Ende seiner aktiven Laufbahn wechselte Martinsson auf die Trainerbank und betreute IK Sleipner und IFK Norrköping.

## Erfolge
- Schwedischer Meister: 1960, 1962, 1963
- Stor Grabb

| Personendaten    | Personendaten               |
| ---------------- | --------------------------- |
| NAME             | Martinsson, Örjan           |
| KURZBESCHREIBUNG | schwedischer Fußballspieler |
| GEBURTSDATUM     | 1. November 1936            |
| GEBURTSORT       | Vadstena                    |
| STERBEDATUM      | Februar 1997                |